# Pachycondyla escherichi
Pachycondyla escherichi är en myrart som beskrevs av Auguste-Henri Forel 1910. Pachycondyla escherichi ingår i släktet Pachycondyla och familjen myror. Inga underarter finns listade i Catalogue of Life.